# Stenogobius gymnopomus
Stenogobius gymnopomus es una especie de pez de la familia de los Gobiidae en el orden de los Perciformes.

## Morfología
Los machos pueden llegar a alcanzar los 15 cm de longitud total.

## Alimentación
Come crustáceos y insectos

## Hábitat
Es un pez de clima tropical   y demersal.

## Distribución geográfica
Se encuentran en las Islas Andamán, Camboya, la India,   Indonesia, Somalia,  Tanzania y el delta del río Mekong

## Observaciones
Es inofensivo para los humanos.